# آلمان در المپیک تابستانی ۲۰۱۲
آلمان در بازی‌های المپیک تابستانی ۲۰۱۲ که در شهر لندن بریتانیای کبیر برگزار شد، کاروان آلمان با ۳۹۲ ورزشکار در این رقابت‌ها شرکت کرد و موفق به کسب ۴۴ مدال (۱۱ طلا، ۱۹ نقره، ۱۴ برنز) شد. در جدول رتبه‌بندی توزیع مدال‌ها، آلمان در ردهٔ ۶ مسابقات قرار گرفت.